# Садовичи (Брянская область)
Садовичи — деревня в Жирятинском районе Брянской области, в составе Воробейнского сельского поселения. 
 Расположена в 6 км к юго-западу от села Воробейня. Население — 13 человек (2010).

## История
Упоминается с начала XVII века как владение Козловских; позднее — гетманское владение, затем почепской ратуши, с 1761 — Разумовских (казачьего населения не имела). Состояла в приходе села Шуморово.
Со второй половины XVII века по 1781 входила в Почепскую (1-ю) сотню Стародубского полка; с 1782 по 1918 гг. — в Мглинском повете, уезде (с 1861 — в составе Воробейнской волости); в 1918—1929 гг. — в Почепском уезде (Воробейнская, с 1924 — Балыкская волость).
С 1929 года — в Жирятинском районе, а при его временном расформировании (1932—1939, 1957—1985 гг.) — в Почепском районе.